# Lidköpings Gummifabrik
Lidköpings Gummifabrik var en svensk gummitillverkare i Lidköping. Bolaget grundades i början av 1900-talet men gick i konkurs 1908. Verksamheten ombildades i bolaget Gummifabriken i Lidköping innan verksamheten avvecklades 1913. Arbetare, maskiner och ett lager av konstgummi från bolaget kom efter nedläggningen till Viskafors gummifabrik.